# 設楽哲也
設楽 哲也（したら てつや、1989年7月2日 - ）は日本のソングライター、編曲家。ベリーグー所属。

## 来歴・人物
2013年より活動開始。14歳でドラムを始めたのをきっかけに、バンドを中心に活動。演奏可能楽器はギター&ベース&ドラム。自身がドラマーという経験のもと、リズムを活かしたメロディメイクやアレンジを得意とする。

## 楽曲を提供した主な作品

### アニメ
- ハヤテのごとく! CAN'T TAKE MY EYES OFF YOU

「善き少女のためのパヴァーヌ」（作曲）
- THE UNLIMITED -兵部京介- ：絶対可憐チルドレン

「未来物語」（作曲）
- ダンガンロンパ The Animation

「innocent prisoner」（作曲・編曲）
- アルカナ・ファミリア -La storia della Arcana Famiglia-

「Nome del sentimento」（編曲）
- デート・ア・ライブ

「monochrome」（作曲・編曲）
- 彼女がフラグをおられたら

「エレクトロハート」（作曲）
- 銃皇無尽のファフニール

「メロウ」（作曲・編曲）
- 私がモテてどうすんだ

「ノンストップ☆らぶモーション」（作曲・編曲）
- 刀剣乱舞-花丸-

「時ぞとも無し兼備の華よ」（作曲・編曲）
「お気楽珍道中」（作曲・編曲）
- 続 刀剣乱舞-花丸-

「奇しき巡りは粋な縁」（作曲・編曲）
「みちゆき、寄り合い」（作曲・編曲）
- 弱虫ペダル NEW GENERATION

「SPARK」（作曲・編曲）
「誰より派手な男」（作曲・編曲）
「二つの足跡」（作曲・編曲）
「Lead to doing」（作曲・編曲）
「Silent Blaze」（作曲・編曲）
「天才的エース・スター」（作曲・編曲）
「Live in the moment」（作曲・編曲）
- 弱虫ペダル GLORY LINE

「Carry the Hope」（作曲・編曲）
- スタミュ

「MOON Holic」（作曲）
「Pumpkin Mate♪」（作曲・編曲）
- ひなこのーと

「一緒に帰ろう」（編曲）
- SUPER LOVERS 2

「絆の名前」（作曲・編曲）
- ブレイブウィッチーズ

「Rock ON!!」（作曲・編曲）
- ラブライブ!サンシャイン!!

「さかなかなんだか？」（作曲・編曲）
- アニマエール

「yell for・・・」（作曲・編曲）
- ご注文はうさぎですか??

「ぱりぷれいやー!!」（作曲・編曲）
- 「K」ザ・アイドルK

「Kiss！Kiss! Kiss!」（作曲・編曲）
- 上野さんは不器用

「コスモルミナ」（作曲・編曲）
- 旗揚!けものみち

「モグモグTasty!」（作曲・編曲）
「ドキワクEveryday!」（編曲）
「トキメキ☆マイティーガール」（作曲・編曲）
- ドロヘドロ

「Strange Meat Pie」（作曲・編曲）
「404」（作曲・編曲）
- デジモンアドベンチャー:

「Be The Winners」（編曲）
- ストライクウィッチーズ

「Glorious Flag」（作曲・編曲）
「Tickle Twinkle」（作曲・編曲）
「薄霞」（作曲・編曲）
「ともに未来へ」（作曲・編曲）
- 戦闘員、派遣します

「Home Sweet Home」（作曲・編曲）
- 転生したらスライムだった件

「おやすみオレンジ」（作曲・編曲）
「Christmas Festa」（作曲・編曲）
- この素晴らしい世界に祝福を!

「Smile Surprise」（作曲・編曲）
「いけずな果実」（作曲・編曲）
- ファビュラスナイト

「Parade to Paradise」（作曲・編曲）
「PARADISE's DOOR」（作曲・編曲）
- 私の百合はお仕事です!

「夢が覚めても」（作曲・編曲）
- 【推しの子】

「HEART’s♡KISS -アイ Solo Ver.-」（作曲・編曲）
「HEART's♡KISS -New Arrange Ver.-」（作曲・編曲）
- i☆Ris the Movie - Full Energy!! -（音楽） - 橋本由香利、川田瑠夏、関向弥生と共同
- ネガポジアングラー[3]

「承認欲求」（作詞・作曲・編曲）

### ゲーム
- アイドルマスター シンデレラガールズ スターライトステージ

「Vast World」（作曲・編曲）
「ガールズ・イン・ザ・フロンティア」（作曲・編曲）
「ダイアモンド・アテンション」（作曲・編曲）
「New bright stars」（作曲・編曲）
「Bullet Ride」（作曲・編曲） 木村夏樹ソロ曲
「Next Chapter」（作曲・編曲）
「Fantasia for the Girls」（作曲・編曲）
- アイドルマスター シャイニーカラーズ

「とある英雄たちの物語」（作曲・編曲）
- プリンセスコネクト！Re:Dive

「背伸びFirst Kiss」（作曲・編曲）
「GREEDY LOVE」（作曲・編曲）
- オンゲキ

「ウキウキ☆Candy!」（作曲・編曲）
- 千銃士

「Starring field」（作曲・編曲）
「花ノ舞、鬨ノ歌」（作曲・編曲）
「Limited Cords」（作曲・編曲）
「Happy Lovely Party Time」（作曲・編曲）
「Cherish」（作曲・編曲）
- 白猫プロジェクト・クイズRPG 魔法使いと黒猫のウィズ・白猫テニス

「キラリ☆ω★NyanRISE!」（作曲・編曲）
- バトルガール ハイスクール

「Desire Link」（作曲）

### アーティスト
- i☆Ris

「Secret Garden」（作詞・作曲・編曲）
- 飯塚雅弓

「このまま」（作曲・編曲）
- ももクロちゃんZ（ももいろクローバーZ）

「行くぜっ!怪盗少女（キッズとおどろうver.）」（編曲）
「Chai Maxx（キッズとおどろうver.）」（編曲）
「走れ！ （キッズとおどろうver.）」（編曲）
「ニッポン笑顔百景（キッズとおどろうver.）」（編曲）
「コノウタ（キッズとおどろうver.）」（編曲）
「My Dear Fellow（キッズとおどろうver.）」（編曲）
「猛烈宇宙交響曲・第七楽章「無限の愛」（キッズとおどろうver.）」（編曲）
「ミライボウル（キッズとおどろうver.）」（編曲）
「JUMP!!!!!（キッズとおどろうver.）」（編曲）
「全力少女（キッズとおどろうver.）」（編曲）
「何時だって挑戦者（キッズとおどろうver.）」（編曲）
「スターダストセレナーデ（キッズとおどろうver.）」（編曲）
「青春賦（キッズとおどろうver.）」（編曲）
「今宵、ライブの下で （キッズとおどろうver.）」（編曲）
「吼えろ （キッズとおどろうver.）」（編曲）
- 佐々木彩夏（ももいろクローバーZ）

「Early SUMMER!!!」（作曲・編曲）
- 玉井詩織（ももいろクローバーZ）

「Another World」（編曲）
- 百田夏菜子（ももいろクローバーZ）

「クリスマスしよ♡」（編曲）
- 福山潤

「Hi-Fi-Highway→」（作曲）
- 佐伯ユウスケ

「ツヨサヨワサ」（編曲）
- 3B junior

「上を向いて歩こう」（編曲）
- Uncle Bomb

「空想地図」（作曲・編曲）
「Bowers」（作曲・編曲）
「ツアープラン」（編曲）
- ゴクドルズ

「恋のサカズキ」（作曲・編曲）
- 柿原徹也

「オンリースター」（編曲）
「WALK ON」（作曲・編曲）
- はちみつロケット

「美味闘伝説ハッピー招拳」（作曲・編曲）
- ENOHOLIC

「HOPE」（作曲・編曲）
- 上坂すみれ

「夜勤の戦士のテーマ」（編曲）
- 今井麻美

「Astral World」（作詞・作曲）
- 久保ユリカ

「君なら君しか」（作曲・編曲）
「Lovely Lovely Strawberry あおによしver.」（編曲）
- 浪川大輔

「I am what I am」（作曲・編曲）
- 豊永利行

「CHANGE」（作曲・編曲）
- 小笠原仁

「Guns&Loudness」（作曲・編曲）
- 高野麻里佳

「Sweet Voice」（作曲・編曲）
- 学芸大青春

「真夏のSunshine!!」（作曲・編曲）

### テレビドラマ・特撮
- 騎士竜戦隊リュウソウジャー

「Here UI go!」（作曲・編曲）
「疾風のように」（作曲・編曲）
- 魔進戦隊キラメイジャー

「豪勇!グレイトフルフェニックス」（作曲）
- 機界戦隊ゼンカイジャー

「ゴールドツイカー界賊の掟」（作曲・編曲）
- 暴太郎戦隊ドンブラザーズ

「空想談義」（作曲・編曲）
「朧」（作曲・編曲）
「トライ!グッドライバル!」（作曲・編曲）
- 王様戦隊キングオージャー

「仰天珍道中」（作曲・編曲）
- 爆上戦隊ブンブンジャー

「Hot Chemistry」（作曲・編曲）
「MIMIC」（作曲・編曲）
「マッチメイト」（作曲・編曲）
- なつぞら

「進め!東洋動画」（作曲・編曲）
「恋の賛歌」（作曲・編曲）
「百獣の王子サム」（作曲・編曲）
「風車の歌」（編曲）
「東洋行進曲」（編曲）